# Organisierte Kriminalität

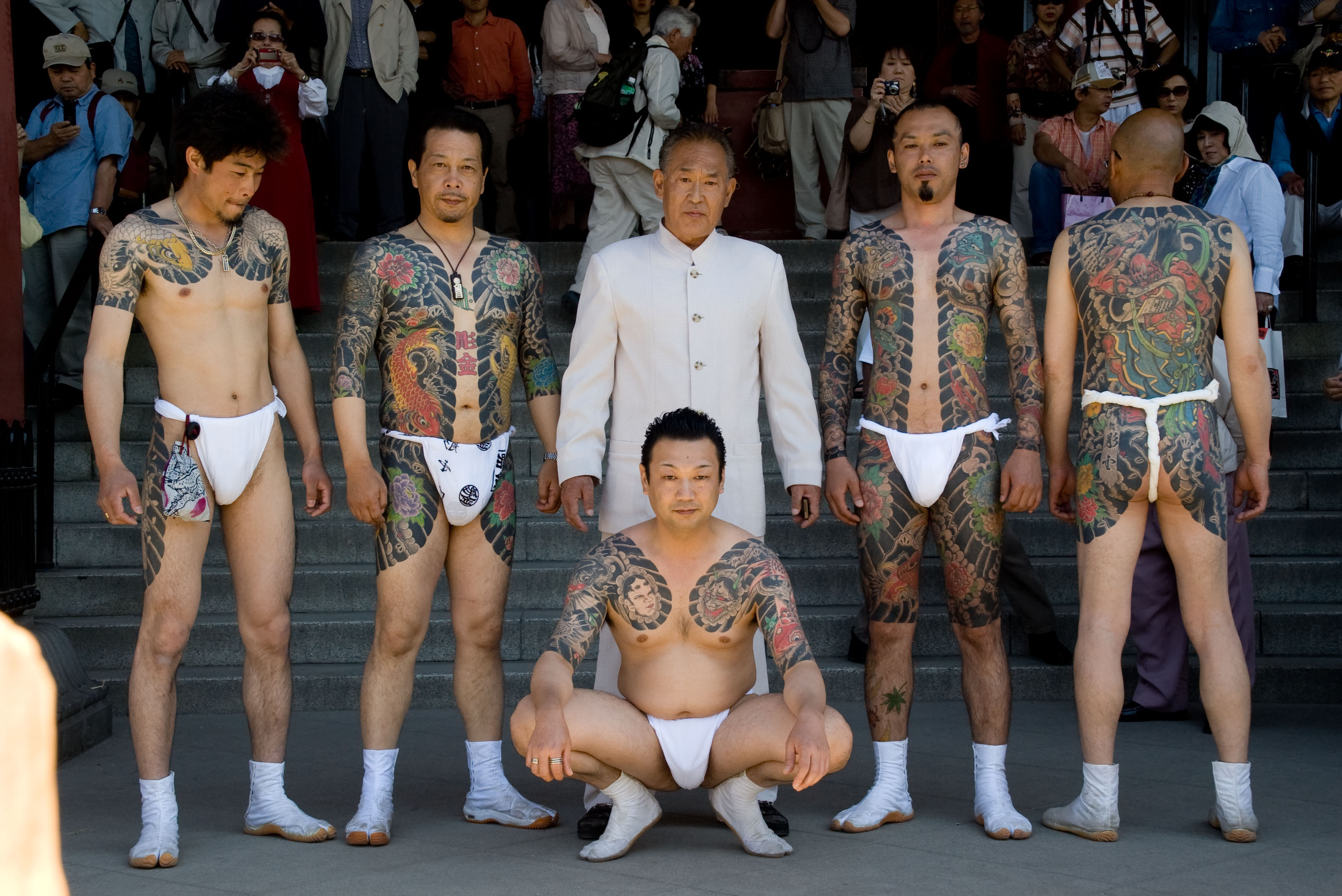
Yakuza als Beispiel der organisierten Kriminalität

Die Begriffe organisierte Kriminalität und organisiertes Verbrechen bezeichnen allgemein Gruppierungen, die kriminelle Ziele systematisch verfolgen. Viele kriminelle Organisationen werden auch mit dem Begriff Mafia bezeichnet, obwohl sie nicht über den sozialhistorischen Kontext der italienischen Mafia verfügen. Fachsprachlich wird der Begriff genauer definiert. Die alternative Schreibweise Organisierte Kriminalität (Abkürzung OK) wird vor allem fachsprachlich verwendet. Sie wird fälschlicherweise mit der Bandenkriminalität in Verbindung gebracht, Clan-Kriminalität ist dagegen eine systematische Unterform.

## Definitionen

### Deutschland
In Deutschland wird organisierte Kriminalität offiziell wie folgt definiert:

„Organisierte Kriminalität ist die von Gewinn- oder Machtstreben bestimmte planmäßige Begehung von Straftaten, die einzeln oder in ihrer Gesamtheit von erheblicher Bedeutung sind, wenn mehr als zwei Beteiligte auf längere oder unbestimmte Dauer arbeitsteilig

    a) unter Verwendung gewerblicher oder geschäftsähnlicher Strukturen,

    b) unter Anwendung von Gewalt oder anderer zur Einschüchterung geeigneter Mittel oder

    c) unter Einflussnahme auf Politik, Massenmedien, öffentliche Verwaltung, Justiz oder Wirtschaft

zusammenwirken. Der Begriff umfasst nicht Straftaten des Terrorismus.“

Im Gegensatz zum Terrorismus, bei dem Straftaten zum Erreichen politischer Ziele verübt werden, sind die im Rahmen der organisierten Kriminalität verübten Straftaten durch die (materielle) Gewinnerzielungsabsicht der Täter gekennzeichnet. Nicht profitorientierte Verbrechen (z. B. politisch oder religiös motivierte) fallen also nicht unter die Definition der organisierten Kriminalität. Im deutschen Strafgesetzbuch wird daher auch zwischen organisierter Kriminalität (§ 129, Bildung krimineller Vereinigungen) und Terrorismus (§ 129a, Bildung terroristischer Vereinigungen) unterschieden.
In der Realität fällt die Unterscheidung zwischen diesen unterschiedlichen Formen allerdings schwer, da sich terroristische Gruppierungen in zunehmendem Maße der organisierten Kriminalität bedienen, um sich zu finanzieren oder um Kontakte mit kriminellen Netzwerken zu knüpfen, die z. B. für den Kauf von Waffen hilfreich sind.

### Vereinte Nationen
Das Übereinkommen der Vereinten Nationen vom 15. November 2000 gegen die grenzüberschreitende organisierte Kriminalität soll die Zusammenarbeit der Unterzeichnerstaaten fördern, um die grenzüberschreitende organisierte Kriminalität wirksamer zu verhüten und zu bekämpfen. 
Gemäß Art. 2 lit. a) des Übereinkommens bezeichnet der Ausdruck „organisierte kriminelle Gruppe“ eine strukturierte Gruppe von drei oder mehr Personen, die eine gewisse Zeit lang besteht und gemeinsam mit dem Ziel vorgeht, eine oder mehrere schwere Straftaten oder in Art. 5, 6, 8 und 23 des Übereinkommens umschriebene Straftaten zu begehen, um sich unmittelbar oder mittelbar einen finanziellen oder sonstigen materiellen Vorteil zu verschaffen.
Schwere Straftaten sind gemäß Art. 2 lit. b) des Übereinkommens strafbare Handlungen, die mit einer Freiheitsstrafe von mindestens vier Jahren im Höchstmaß oder einer schwereren Strafe bedroht sind.
Art. 5 umschreibt als Straftaten die Beteiligung an einer organisierten kriminellen Gruppe, Art. 6 das Waschen der Erträge aus Straftaten, Art. 8 Korruption und Art. 23 die Behinderung der Justiz.
Eine Straftat ist gemäß Art. 3 Abs. 2 des Übereinkommens „grenzüberschreitender Natur“, wenn sie
- in mehr als einem Staat begangen wird;
- in einem Staat begangen wird, jedoch ein maßgeblicher Teil ihrer Vorbereitung, Planung, Leitung oder Kontrolle in einem anderen Staat stattfindet;
- in einem Staat begangen wird, jedoch eine organisierte kriminelle Gruppe an ihr mitwirkt, die in mehr als einem Staat kriminellen Tätigkeiten nachgeht, oder
- in einem Staat begangen wird, jedoch erhebliche Auswirkungen in einem anderen Staat hat.

## Kennzeichen
Organisierte Kriminalität tritt in hierarchisch aufgebauten Organisationsformen auf; es gibt aber auch netzwerkartige, funktional differenzierte Organisationsformen. Da Verträge mit kriminellen Inhalten sittenwidrig und somit regelmäßig nichtig sind, fehlt der organisierten Kriminalität die in der legalen Wirtschaft staatlich garantierte Rechtssicherheit. An ihre Stelle treten loyalitätsbegründende Gruppenidentitäten wie die mit Kleidung, Ritualen, und gemeinsamer Freizeitgestaltung geförderte Zugehörigkeit eines Motorradclubs oder die familiäre Bindung der Mafia.
Wegen des planmäßigen, langfristig orientierten Vorgehens und der geschäftsähnlichen Strukturen (systematische Beuteverwertung, Arbeit auf Bestellung, präzise Planung, Erkundung von Bedürfnissen des Marktes) ist es nicht verwunderlich, dass die Täter der organisierten Kriminalität mehrheitlich professionell vorgehen. Um die Struktur der Gruppe geheim zu halten und Identifizierungen zu vermeiden, werden oft Strohmänner eingesetzt.
Ein Kennzeichen der organisierten Kriminalität ist die Unterstützung für Gruppenmitglieder von Seiten der Organisation. So werden beispielsweise teure Anwälte und hohe Kautionsbeiträge bezahlt, Fluchthilfe geleistet, andere an Gerichtsverfahren Beteiligte eingeschüchtert und Entlastungszeugen bereitgestellt.
Konspirative Elemente wie zum Beispiel die Verwendung von Decknamen oder Codes und die gleichzeitige Verwendung mehrerer Mobilfunkkarten sind ebenfalls ein häufiger Bestandteil organisierter Kriminalität. Gegenüber der Außenwelt schotten sich organisierte kriminelle Gruppierungen oft ab, was sich in internen Konfliktlösungsmechanismen, bei denen die Polizei nicht hinzugezogen wird, und mangelnder Aussagebereitschaft gegenüber dieser äußert. Um Strafverfolgung und sonstige Probleme zu vermeiden, wird oftmals Korruption eingesetzt und Abhängigkeiten geschaffen (zum Beispiel durch Sex, Glücksspiel oder Zinswucher), die Erpressung ermöglichen.
Die durch organisierte kriminelle Aktivitäten erzielten Gewinne werden größtenteils durch Geldwäsche wieder der legalen Wirtschaft zugeführt. Dies kann über eigene oder fremde legale Betriebe, Briefkastenfirmen oder über Bankkonten (oft in sogenannten Steueroasen) geschehen.

## Begünstigende Faktoren
Organisierte Kriminalität floriert vor allem, wenn die staatlichen Institutionen, wie Regierung, Polizei oder Gesetze, nur einen geringen Einfluss haben oder nicht mehr funktionieren. Dies geschieht vornehmlich bei ökonomischen Krisen, politischen Umstürzen oder sozialem Aufruhr. Unter solchen Umständen können kriminelle Organisationen mit weniger polizeilichen oder rechtlichen Eingriffen rechnen.

## Auswirkungen auf die Gesellschaft
Organisierte Kriminalität wirkt destabilisierend wenn sie das Vertrauen in Rechtsstaatlichkeit beeinträchtigt, oder der Eindruck entsteht, dass Justiz und Polizei die innere Sicherheit nicht mehr garantieren können. Das Eindringen krimineller Strukturen in Politik und Verwaltung ist demokratiegefährdend. Schutzgelderpressung und Eigentumsdelikte erschweren das wirtschaftliche Agieren insbesondere kleiner Gewerbebetriebe. Andererseits agiert die organisierte Kriminalität bewusst unauffällig und hat dementsprechend geringere Auswirkungen auf die gefühlte Sicherheit als beispielsweise der darauf abzielende Terrorismus.

## Organisierte Kriminalität – Terrorismus
Der Übergang der organisierten Kriminalität hin zum Terrorismus und von dort zu einer Guerilla oder Befreiungsbewegung in einer Asymmetrischen Kriegführung kann als Mittel der Finanzierung, aber auch als Kriegsmittel um eine Gesellschaftsordnung zu destabilisieren, fließend sein.

## Betätigungsfelder

### Überblick
Die organisierte Kriminalität nutzt alle Betätigungsfelder mit hohen Gewinnspannen. Zu den Betätigungsfeldern gehören nachfolgende Bereiche.
- Menschenhandel und Schlepperwesen
- Prostitution[4] und Frauen-[5] sowie Kinderhandel zwecks Ausbeutung in sexueller Hinsicht oder als Arbeitskraft
- Entführung und Lösegelderpressung
- Drogenkriminalität und Betäubungsmittel-Handel[4]
- illegaler Waffenhandel[4]
- Nuklearkriminalität, illegale Verbreitung und Handeln von Nuklearmaterial, chemischen und biologischen Kampfmitteln
- illegaler Export und Schmuggel von Rohstoffen insbesondere Diamanten (Blutdiamanten), siehe dazu auch Ressourcenfluch
- Wiederverwertung verdorbener Lebensmittel, Gammelfleisch
- Diebstahl mit Waffen; Bandendiebstahl; Wohnungseinbruchdiebstahl
- Schmuggel
- Schutzgelderpressung[4]
- Wirtschaftskriminalität
- Betrug
- Kreditkartenbetrug und Kreditkartenfälschung
- Falschgeld und Geldwäsche[4]
- Produktpiraterie (gefälscht werden auch Agrarprodukte)[4]
- Umgehung von Embargos
- Glücksspiel
- Autodiebstahl und Autoschieberei
- Diebstahl von LKW-Ladungen (Planenschlitzer)[6]
- Kunst- und Antiquitätendiebstahl
- Umweltkriminalität, z. B. weltweit organisierte Wilderei nach Elfenbein und Naturheilmitteln wie Bärengalle, Holzdiebstahl, illegales Fällen von Tropenholz
- illegale Abfallentsorgung[4]

### Statistik
Nach dem „Bundeslagebild Organisierte Kriminalität 2019“ des Bundeskriminalamtes waren in Deutschland im Jahr 2019 Rauschgifthandel und -schmuggel mit 34,9 Prozent, Kriminalität im Zusammenhang mit dem Wirtschaftsleben (nicht gleichzusetzen mit Wirtschaftskriminalität) 16,9 Prozent, Eigentumskriminalität mit 15,2 Prozent, Schleusungsdelikte (10,2 Prozent) und Steuer- und Zolldelikte mit 7,2 Prozent die Bereiche mit den größten Anteilen der Straftatbestände. Die weiteren OK-Delikte blieben jeweils unter 5 Prozent.
Der Prozess gegen die XY-Bande stellt das bisher größte Verfahren gegen die organisierte Kriminalität in Ostdeutschland dar.
Der BKA-Bericht im Jahre 2019 weist den Anteil von Zuwanderern unter den Tatverdächtigen mit 7,4 Prozent aus, oder absolut 505 von 6.848. Die organisierte Kriminalität in Deutschland ist stark von international agierenden Gruppen geprägt. 74 Prozent der Ermittlungsverfahren weisen den Angaben zufolge internationale Bezüge auf. Dies ist aber bereits gegeben, wenn beispielsweise Ecstasy-Pillen aus den Niederlanden importiert werden.

### Weltweite Wettmafia im Fußball
Eine erst in den letzten Jahren als erheblich erkannte Form stellt die Manipulation von Ergebnissen im Fußball dar (engl. match fixing). Das Milliardengeschäft lockt Kriminelle mit hohen Gewinnen bei geringer Strafandrohung.
In Malaysia, der Volksrepublik China oder Singapur haben einzelne Täter Jahrzehnte Erfahrung. Die nationalen Polizeiorganisationen sind oft überfordert, da verschiedene Tatorte und unterschiedliche Nationalitäten der Beschuldigten die Rechtslage komplizieren. Spieler sind teilweise wegen eigener Spielsucht erpressbar und Schiedsrichter aufgrund niedrigen Einkommens käuflich. An der Basis der Pyramide stehen „Frontmänner“, die Kontakte zu potentiell Bestechlichen knüpfen, Hintermänner finanzieren und die Manipulation organisieren. Organisationen der OK treten sogar als Veranstalter von Länderspielen auf: Im Februar 2011 wurden etwa im türkischen Antalya manipulierte Spiele organisiert, dabei das Stadion, Spieler und Schiedsrichter bar bezahlt.
Das Strafmaß für manipulierte Fußballspiele ist bislang gering: Wilson Perumal, der jahrelang weltweit Spiele manipuliert hatte, wurde 2011 zu einer Freiheitsstrafe von zwei Jahren verurteilt. Der Sicherheitschef der FIFA, seit 2010 der Australier Chris Eaton, setzt auf bessere Zusammenarbeit zwischen nationaler Polizei, Interpol und FIFA. Geplant sind regionale Sicherheitsbüros, eine anonyme Meldestelle sowie Amnestieprogramme wie in anderen Bereichen der organisierten Kriminalität.

## Organisierte Kriminalität in Europa
Europol hat nach eigenen Angaben 5.000 Gruppen der organisierten Kriminalität in der Europäischen Union identifiziert (Stand: 2020). Laut einem im April 2021 veröffentlichten Bericht von Europol sind 70 Prozent aller Banden und Netzwerke in der EU in mindestens drei EU-Staaten aktiv. Mehr als 80 Prozent der kriminellen Netzwerke in Europa nutzen legale Geschäftsstrukturen und sind selbst wie Wirtschaftsunternehmen organisiert, mit verschiedenen Management-Ebenen. Die organisierte Kriminalität kontrolliert direkt legale Geschäftsstrukturen oder infiltriert sie. Dem Bericht zufolge sind alle legalen Wirtschaftsstrukturen potenziell anfällig dafür, durch kriminelle Organisationen übernommen zu werden. Mehr als 60 Prozent der Banden nutzten auch Korruption als Mittel. Die organisierte Kriminalität unterwandert gezielt europäische Volkswirtschaften. »Das Ausmaß und die Komplexität der Geldwäsche-Aktivitäten in der EU sind unterschätzt worden«, heißt es in dem Bericht. Professionelle Geldwäscher hätten ein »paralleles Untergrund-Finanzsystem« geschaffen, um Transaktionen und Zahlungen fernab des legalen Finanzsystems und damit jeder Kontrolle und Nachverfolgbarkeit durchzuführen. Laut dem Bericht, der auf einer Analyse von tausenden Fällen und Daten basiert, ist der Drogenhandel weiterhin die weitaus größte Einkommensquelle von Banden in der EU. Gut 40 Prozent aller kriminellen Banden in Europa sind im Drogenhandel aktiv.

## Mafiaähnliche Organisationen
Die hier genannten kriminellen Organisationen werden häufig als „Mafia“ bezeichnet, obwohl sie in einem anderen sozialhistorischen Kontext entstanden sind und auch teilweise andere Merkmale aufweisen als die ursprüngliche Mafia in Italien. Aus fachlicher Sicht sind sie dem allgemeineren Begriff organisierte Kriminalität zuzuordnen. Siehe auch Clans.

### Albanien
Die albanische Mafia sind kriminelle Banden mafiösen Typs, deren Geschäftsfelder u. a. Menschen- und Waffenhandel, Geldwäsche, Drogen- und Zigarettenschmuggel und Organhandel sind.

### Asien
- die chinesischen Triaden
- die japanische Yakuza

### Deutschland
Von Anfang des 20. Jahrhunderts bis in die 1930er Jahre existierten in Deutschland die Ringvereine als Zusammenschlüsse ehemaliger Strafgefangener. Die Ringbrüder nahmen ausschließlich Mitglieder auf, die mindestens zwei Jahre Freiheitsstrafe verbüßt hatten, und organisierten Prostitution, Schmuggel und bewaffnete Raubüberfälle; inhaftierte Mitglieder kontrollierten sie, indem sie u. a. deren Familien während der Haft versorgten.
Die sogenannte Elitenkriminalität (wie z. B. Kapitalanlagebetrug) wird zumeist nicht der Mafia zugeordnet.

Die deutsche Justiz kennt zwar Schutzgelderpressung nicht als Straftatbestand, ist in Deutschland aber als Sachverhalt weit verbreitet:
Schutzgelderpressungen sind immer noch Teil der organisierten Kriminalität, gegen die Spezialabteilungen der Polizei ermitteln. Die Taten erfolgen meist innerhalb geschlossener Bevölkerungskreise. Besonders betroffen sind nach Angaben der Polizei vor allem russische, türkische und italienische Bürger mit Werkstätten, Läden, Restaurants und Kneipen.
Nach Jürgen Roth werden diese Bürger häufig Opfer ihrer eigenen Landesleute, da die Täter dieselbe Sprache sprechen, beste Kenntnisse in den Heimatländern haben und die Mentalität ihrer Opfer kennen.
Sieben bis neun arabische Großfamilien waren laut Behörden 2016 in Berlin im kriminellen Bereich auffällig. Schaut man jedoch auf das gesamte Bundesgebiet, so erfasste das Bundeskriminalamt für 2019 Verfahren gegen 171 von deutschen Staatsangehörigen dominierte Gruppierungen denen lediglich 13 libanesische Gruppen entgegenstanden. Andere arabische Länder sind in den Daten nicht vertreten.
Erster Schwerpunkt des BKA-Lagebildes 2019 ist das Milieu der Motorradclubs. Individuell genannt werden dabei Hells Angels, Bandidos, Gremium MC und Red Devils MC.

### Frankreich
Die Stadt Marseille ist seit dem 19. Jahrhundert für ihre kriminellen Aktivitäten mit Banden korsischer und italienischer Herkunft bekannt. Im 21. Jahrhundert konkurrieren Banden aus verschiedenen Stadtteilen (cités) um den Drogenmarkt und verursachen jedes Jahr Dutzende von Todesfällen.
Die Insel Korsika hat eine Tradition des Banditentums und der Kriminalität ähnlich dem italienischen Mezzogiorno. Sie werden von einer Vielzahl krimineller Gruppen gebildet, die aus wenigen bis zu einigen Dutzend Mitgliedern bestehen. Ihre Verbindungen zu politischen und wirtschaftlichen Kreisen sind bedeutend. Die Anwendung von Gewalt ist häufig, Korsika ist die Region Europas mit der höchsten Mordrate pro Einwohner.

### Georgien
Die georgische Mafia wurde in der Sowjetunion 1970er Jahren mächtig und verdiente Geld mit dem Schwarzhandel. Mit dem Ausbruch bewaffneter Konflikte im Kaukasus in der Spätphase der Sowjetunion gegen Ende der 1980er Jahre wurden die ansässigen kriminellen Gruppen im Waffenschmuggel- und handel tätig. Bis Mitte der 2000er Jahre war Georgien ein Mafia-Staat und in Städten wie Kutaissi musste jeder Unternehmer Schutzgeld an die lokalen Mafiosi bezahlen. Nach der Rosenrevolution 2003 wurden Anti-Mafia-Gesetze verabschiedet und die Macht der organisierten Kriminalität etwas geschwächt.
Neben Georgien ist die georgische Mafia sehr einflussreich in Russland. In Deutschland sollen georgische Banden für zahlreiche Einbrüche verantwortlich sein.

### Griechenland
Besonders auf Kreta, wo illegaler Waffenbesitz und Vendetta historische Tradition sind, gibt es eine große Haschisch-Produktion, die somit Griechenland zu einem großen Lieferanten macht. Griechische Gangster-Organisationen sind hauptsächlich in Europa aktiv und betreiben immer mehr u. a. Zigarettenschmuggel, Drogenhandel und zum Teil auch Waffengeschäfte.

### Kolumbien
Lateinamerika wurde in den 1970er, 1980er und 1990er Jahren von zwei kolumbianischen Drogenkartellen beherrscht, die den lateinamerikanischen und amerikanischen Kokainmarkt fast vollständig unter sich aufteilten. Das mächtigste war das Cali-Kartell, das bis zu 80 Prozent des Kokainhandels mit den USA kontrollierte. Das wesentlich kleinere Medellín-Kartell war wegen seines berüchtigten Bosses Pablo Escobar bekannt, der es u. a. durch seine Verbrechen zu einem der reichsten Menschen der Welt und kurzzeitig zu einem Sitz im kolumbianischen Kongress schaffte, aber 1993 nach längerer Fahndung von der Polizei auf der Flucht erschossen wurde.

### Polen
In Polen ist die Bildung mafiöser Strukturen eng mit dem Zusammenbruch des Kommunismus verknüpft. Durch den zeitweisen Kontrollverlust staatlicher Institutionen und insbesondere in Folge der Auflösung von Miliz und Staatssicherheitsdienst ab 1989, entstanden vor allem im erweiterten Ballungsraum von Warschau sowie in Niederschlesien kriminelle Bündnisse, die durch Drogenhandel und Diebstahl in den 1990er Jahren zu Reichtum gelangten. Bis spätestens Mitte der 2010er Jahre konnten jedoch zahlreiche organisierte Banden durch den Einsatz gezielter Sonderermittler und die Bildung des Staatsschutzamtes verfolgt, enteignet und die jeweiligen Führungspersonen inhaftiert werden.
Zu den bekanntesten kriminellen Organisationen zählten die „Pruszków-Gruppe“, die die Gebiete nördlich, südlich und westlich von Warschau für sich beanspruchte, und die „Wołomin-Gruppe“, die die Gebiete östlich der Hauptstadt beanspruchte. Die Haupteinnahmequellen der beiden Organisationen waren neben Diebstählen und Schmuggel auch Schutzgelderpressungen und Auftragsmorde. Durch Festnahmen wichtiger Akteure beider Gruppen, konnte ihre Tätigkeit weitgehend eingedämmt werden. In der seit 2007 produzierten Fernsehserie Odwróceni (dt. Die Umgekehrten) wird vor allem der Aufstieg und Niedergang der „Pruszków-Gruppe“ thematisiert.

### Russland
Die diversen kriminellen Banden, die nach dem Zusammenbruch der Sowjetunion in den chaotischen 1990er Jahren entstanden, werden oft als die „Russenmafia“ bezeichnet. Diese nicht ganz eindeutig mafiösen Organisationen sind mit Sicherheit die sich am schnellsten entwickelnden und zugleich gewalttätigsten. International ist die Russische Mafia vor allem in den Vereinigten Staaten und in Westeuropa vertreten. Bekannte Hauptquartiere sind z. B. New York, London und Berlin. Der größte Geschäftsbereich der Russischen Mafia ist nach dem Waffenschmuggel der Drogen- und Menschenhandel sowie Geldwäsche. Eine der öffentlich etwas bekannteren Gruppierungen sind die Vory v zakone.

### Serbien
Die serbische Mafia, auch genannt „Naša Stvar“ (Unsere Sache), erlangte Anfang der 1970er Jahre immer größere Bekanntheit. In dieser Zeit gingen einige bekannte serbische Mafiosi nach Mailand (Italien) und bildeten gemeinsam eine große kriminelle Organisation. Im Jugoslawienkrieg und der damit verbundenen Kriminalität wurde die serbische Mafia immer größer. Sie ist bekannt für u. a. Waffen-, Drogenhandel und Schutzgelderpressung. Sie ist viel in Europa (u. a. Deutschland, Holland, Schweden) und auch in Amerika aktiv.

### Türkei
Neben den traditionellen Verbrechen wie Drogenhandel, Prostitution und Kreditbetrug soll die türkische Mafia auch in Kinderhandel, Kidnapping und Organhandel verwickelt sein. Die türkische Mafia kontrolliert rund ein Viertel der türkischen Wirtschaft. Das geht aus einem Bericht hervor, den die Handelskammer von Ankara in der türkischen Hauptstadt am 7. Juni 2004 veröffentlicht hat.

### Vereinigte Staaten
Die Kosher Nostra war ein mafioses Bündnis vor allem im New York City der 1930er Jahre. Der gemeinsam mit der amerikanischen Cosa Nostra betriebenen Murder, Inc. werden hunderte von Morden zugeschrieben. Ihren Namen bekam sie in Anlehnung an den Namen „Cosa Nostra“ und die überwiegend jüdische Abstammung der Bandenmitglieder wie Meyer Lansky, Bugsy Siegel und Dutch Schultz. Insbesondere Lansky war ein Jugendfreund von Lucky Luciano und beide hatten wesentlichen Einfluss bei der Bildung des National Crime Syndicate. Die Kosher Nostra verschwand jedoch mit dem Tod der ersten Mobster-Generation, da durch den gesellschaftlichen Aufstieg die kriminelle Bandenbildung aufgegeben wurde.

## Organisationen der organisierten Kriminalität in Europa
In Italien, aber international aktiv:
- Italienische Mafia (die „Mafia“ im engeren Sinn)
  - Camorra (Kampanien)
  - Cosa Nostra (Sizilien), die ursprüngliche „Mafia“
  - ’Ndrangheta (Kalabrien, heutzutage global agierend)
  - Sacra Corona Unita (Apulien)
  - Stidda (Sizilien)

In Osteuropa und Südosteuropa:
- Albanische Mafia
- Diebe im Gesetz (Sammelbezeichnung für kriminelle Organisationen in den Nachfolgestaaten der UdSSR)
- Georgische Mafia
- Naša Stvar (serbische Mafia, hauptsächlich bestehend aus Ex-Militärs und Freischärlern)
- Tschetschenische Mafia
- Türkische Mafia

In verschiedenen Ländern:
- Clan-Kriminalität durch arabische Familienclans wie Abou-Chaker, Al-Zein, Miri (Mery) oder Remmo
- Korsische Mafia, mit Sitz auf Korsika, gegründet im Süden von Frankreich (einschließlich Marseille)
- Mocro Mafia (durch marokkanische kriminelle Organisationen von Ridouan Taghi in den Niederlanden und Belgien)
- Rockergruppierungen (Outlaw Motorcycle Gangs) wie Hells Angels, Bandidos (u. a. in Deutschland)

## Organisationen der organisierten Kriminalität außerhalb Europas

### Angloamerika
- Amerikanische Cosa Nostra (US-amerikanischer Ableger der sizilianischen Mafia)
  - Chicago Outfit (US-amerikanische Sektion der Mafia in Chicago)
  - Fünf Familien: (US-amerikanische „Familien“ in New York City)
    - Colombo-Familie
    - Bonanno-Familie
    - Gambino-Familie
    - Genovese-Familie
    - Lucchese-Familie
- Kosher Nostra (jüdische Mafia)
- La Eme (Mexikanische Gefängnisgang in den USA mit mafiösen Strukturen)
- Lotu Syndikat (Miyaneh Iran) Heroinschmuggel in die USA
- The Westies (New York City, hauptsächlich im Stadtteil Hell’s Kitchen)
- Tahvili Organisation (bestehend aus iranischen Einwanderern, aktiv in Kanada)
- Rudaj Organisation (gegründet von albanischen Einwanderern in New York City)

### Lateinamerika
- Cali-Kartell (Cali, Kolumbien)
- Comando Vermelho (Rio de Janeiro, Brasilien)
- Golf-Kartell (Agierend in ganz Mexiko)
- Los Zetas (Kriminelle Vereinigung aus Mexiko und Guatemala)
- Mara Salvatrucha (El Salvador, amerikanischer Kontinent)
- Medellín-Kartell (Medellín, Kolumbien)
- Primeiro Comando da Capital (Brasilien)
- Sinaloa-Kartell (Sinaloa, Mexiko)
- Tijuana-Kartell (Tijuana, Mexiko)
- Juárez-Kartell (Ciudad Juárez, Mexiko)

### Asien
- Triade (China)
- Yakuza (Japan)
- D-Company (Indien)
- Thuggee (historische indische Verbrecherbruderschaft)
- Four Seas (四海幫)
- Bamboo Union (竹聯幫)
- Celestial Way (天道盟) (Taiwan)